# Luc Deliens
Luc Deliens is medisch socioloog en hoogleraar Palliatieve Zorg Onderzoek.

## Loopbaan
Prof. dr. Luc Deliens is gewoon hoogleraar aan de Universiteit Gent (sinds 2014) en de Vrije Universiteit Brussel (sinds 2001) en werd in 2000 voorzitter van de multidisciplinaire onderzoeksgroep Zorg rond het Levenseinde van de VUB en de UGent. Tevens is hij stichtend voorzitter van Expertisecentrum Palliatieve Zorg van het VU medisch centrum in Amsterdam. Van 2001 tot 2005 was Luc Deliens werkzaam als senior onderzoeker bij het EMGO Instituut van het VU medisch centrum in Amsterdam en van 2005 tot 2014 was hij er hoogleraar public health en palliatieve zorg. Sedert 2018 is hij ook Honorary (Adjunct) Professor aan de Queensland University of Technology (QUT) in Brisbane, Australië. Hij is promotor van meer dan 60 afgewerkte PhD proefschriften en begeleidt momenteel nog meer dan 10 PhD studenten.
Hij is sedert 2009 gewoon lid van de Koninklijke Academie van Geneeskunde van België (KAGB) en werd in 2011 benoemd door de European Association of Palliative Care (EAPC) tot vicevoorzitter van het EAPC Research Network. In 2023 werd hij voor een termijn van drie jaar verkozen tot voorzitter van Public Health Palliative Care International (PHPCI).
Hij is lid van tal van wetenschappelijke verenigingen, redactie- en adviesraden van medisch wetenschappelijke tijdschriften en van wetenschappelijke commissies, onder meer voor het Fonds voor Wetenschappelijk Onderzoek Vlaanderen (FWO), de Koning Boudewijnstichting, National University of Ireland, Swiss National Science Foundation, French National Cancer Institute, German Federal Ministry of Education and Research, ESF European Science Commission en de Wereldgezondheidsorganisatie (WHO). Hij geeft regelmatig lezingen over palliatieve zorg en medische beslissingen rond het levenseinde (onder meer over euthanasie) in binnen- en buitenland. Zijn onderzoek is gepubliceerd in meer dan 600 artikelen in wetenschappelijke tijdschriften en in tal van bijdragen in boeken (zie lijst onderaan).

## Onderscheidingen
Luc Deliens ontving verschillende wetenschappelijke onderscheidingen voor zijn onderzoek, onder meer de Prijs Roger Van Geen van de VUB in 2000, de Prijs De Beys van de Koning Boudewijnstichting in 2005, en de VLK Leerstoel van de Vlaamse Liga tegen Kanker in 2009. Tevens werden diverse proefschriften die hij begeleidde bekroond met wetenschappelijke prijzen en wonnen reeds drie van zijn postdoc onderzoekers (dr Joachim Cohen in 2010, dr Lieve Van den Block in 2014 en dr Lara Pivodic in 2017) de prestigieuze Europese Young Investigators Award van de European Association for Palliative Care (EAPC). In 2019 kreeg hij samen met Joachim Cohen de Prijs voor Maatschappelijke Valorisatie van de onderzoeksraad van de VUB.

### Artikelen in internationale journals
https://www.ncbi.nlm.nih.gov/pubmed/?term=Deliens+L

### Boeken
- Crisisjongeren in Wonderland, C.B.G.S. Monografie 1988/2. Centrum voor Bevolkings en Gezinsstudiën (Brussel: Ministerie van de Vlaamse Gemeenschap, Administratie voor Gezin en Maatschappelijk Welzijn, 1988)
- Tandpijn, milieupijn ? Een survey-onderzoek over omvang, beheer en oplossingen voor het milieubelastend afval geproduceerd door tandartsen (Brussel: VUBPress, 1993)
- Sociale determinanten van kennis van kankerpreventie in Vlaanderen. Een empirische studie aan de hand van gestandaardiseerde interviews bij een representatieve steekproef van 1631 Vlamingen (Maastricht: Unigraphic, 1998)
- Handelwijzen van Hasseltse artsen rond het levenseinde van hun patiënten. Een onderzoek van 269 sterfgevallen (Brussel: VUBPress, 1998)
- Levensbeëindiging in Vlaanderen. Het vlaamse onderzoek naar handelingen van artsen bij het levenseinde van hun patiënten (Brussel: VUBPress, 2001)
- Zorgzaam thuis sterven – Een zorgleidraad voor huisartsen (Gent: Academia Press, 2003)
- Het sterfbed in België (Brussel: ASP Academic and Scientific Publishers, 2008)
- Palliatieve Zorg. Nederland en Vlaanderen in Beeld (Utrecht: De Tijdstroom, 2008)
- Palliatieve Zorg. Medische en verpleegkundige praktijk in Nederland en België (Houten: Bohn Stafleu van Loghum, 2009)
- Le lit de mort en Belgique (Brussel: ASP Academic and Scientific Publishers, 2009)
- Death and the City. Een onderzoek naar de zorg aan het levenseinde in het Brussels Hoofdstedelijk Gewest (Brussel: ASP Academic and Scientific Publishers, 2010)
- Palliatieve zorg en euthanasie in België. Evaluatie van de praktijk en de wetten (Brussel: ASP Academic and Scientific Publishers, 2011)
- Public Health Perspective on End of Life Care" (Oxford New York: Oxford University Press, 2012)
- Palliatieve zorg, meer dan stervensbegeleiding. Nood aan integratie en verbreding. (Leuven: Lannoo, 2015).
- Palliative care for older people: A public health perspective. (Oxford New York: Oxford University Press, 2015).
- 90 vragen over palliatieve zorg en het levenseinde. Een gids voor patiënten, mantelzorgers, familieleden en zorgprofessionals. (Leuven/Den Haag: ACCO, 2019).

- Bibsys: 12017915
- International Standard Name Identifier: 0000 0000 3080 9821
- Library of Congress Control Number: n88253936
- Nederlandse Thesaurus van Auteursnamen: 074072269
- ORCID: 0000-0002-8158-2422
- Système universitaire de documentation: 172533651
- Semantic Scholar: 6466955
- Virtual International Authority File: 28638255
- WorldCat: E39PBJtxdwP4dXH9BDYvwpTCQq